# بوگاباشوو
بوگاباشوو (به لاتین: Bugabashevo) یک منطقهٔ مسکونی در روسیه است که در باشقیرستان واقع شده‌است.